# Campeonato de España de Ciclismo en Ruta 1922
El XXII Campeonato de España de Ciclismo en Ruta se disputó en Gerona el 1 de octubre de 1922 sobre un recorrido de 100 kilómetros.
El ganador de la prueba fue José Saura, que se impuso al sprint en la línea de llegada. José María Sans y Miguel García completaron el podio.

## Clasificación final
| Pos. | Ciclista            | Equipo | Tiempo    |
| ---- | ------------------- | ------ | --------- |
| 1.   | José Saura          |        | 3h 23'45" |
| 2.   | José María Sans     |        | a 1"      |
| 3.   | Miguel García       |        | m.t.      |
| 4.   | Teodoro Monteys     |        | m.t.      |
| 5.   | Manuel Alegre       |        | a 2"      |
| 6.   | Francisco Tresseras | -      | a 6"      |
| 7.   | Manuel Cabrera      |        | m.t.      |
| 8.   | Manuel Farrás       |        | a 15"     |
| 9.   | Victorino Otero     |        | a 48"     |
| 10.  | Juan Solanas        |        | a 57"     |